# John Player

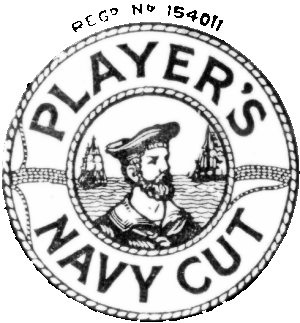
Player’s Navy Cut Logo um 1914

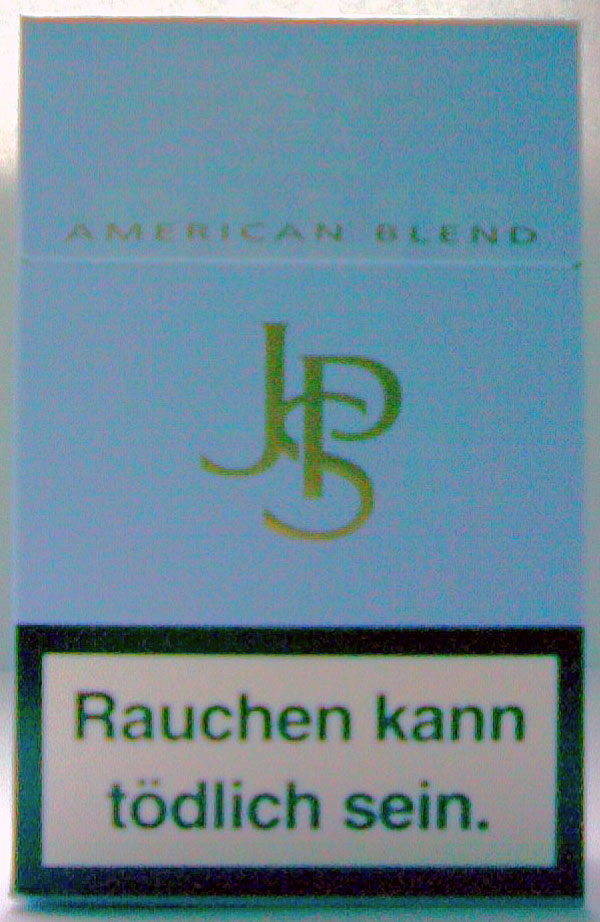
Eine Schachtel John Player Special Blue

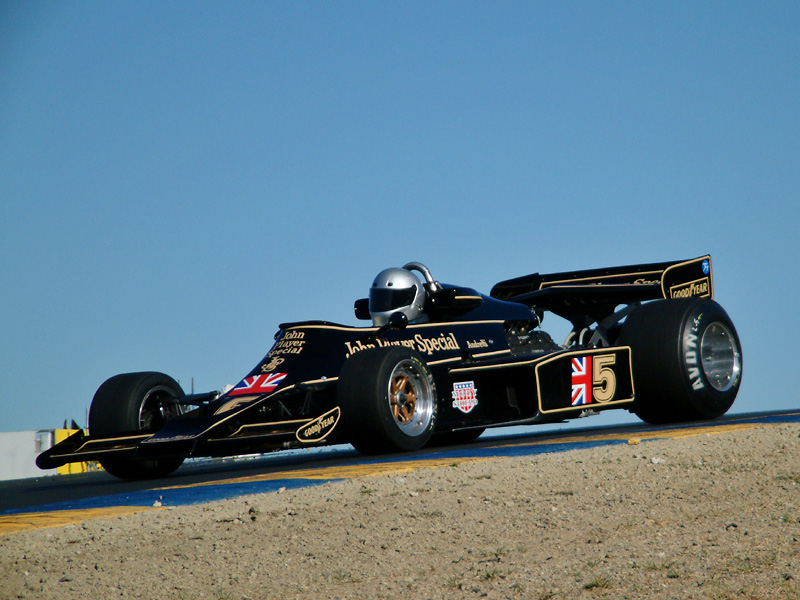
Der Lotus 77 in John Player Special-Design

John Player (* 1839; † 1884) war ein britischer Unternehmer. Bekannt wurde vor allem sein Unternehmen John Player & Sons (deutsch: John Player & Söhne), das sich auf Tabak- und Zigarettenproduktion spezialisierte. Heute ist das Unternehmen Teil der Imperial Brands.

## Unternehmen
Die John Player Company wurde 1877 in Nottingham durch den Kauf von William Wright’s tobacco business mit 150 Angestellten gegründet. Nach kurzer Zeit wuchs es zu einem wirtschaftlich gut florierenden Unternehmen. Ab 1893 übernahmen John Players Söhne John Dane und William Goodacre Player die Leitung.
Im Jahr 1901 fusionierte Players Unternehmen mit anderen Gesellschaften wie W.D. & H.O. Wills zur Imperial Tobacco Group, um dem Wettbewerbsdruck aus den USA besser standzuhalten. Eine neue Fabrik, die Horizon-Fabrik, wurde in den späten 1970er-Jahren eröffnet, unter anderem dank der besseren Infrastruktur. Die alten Fabriken in Radford (besonders die No.-1-Fabrik) wurden allmählich geschlossen und der Abbruch der No.-3-Fabrik, mit ihrer unverwechselbaren Uhr und Dachleiste John Player & Sons, erfolgte in den späten 1980er-Jahren.
John Player sponserte den John Player Portrait Award of the National Portrait Gallery. 1989 übernahm dies BP. Der Preis ist mittlerweile als BP Portrait Prize bekannt.

## Die Marke
John Players Marken sind besonders unter Motorsportfans durch die lange Unterstützung des ehemaligen Lotus-Formel-1-Teams bekannt. Anfänglich wurde für die Marke Gold Leaf geworben („Gold Leaf Lotus Cosworth“). Am bekanntesten sind die John Player Special-Produkte. Die schwarze Lackierung trug von 1972 bis 1986 und von 1988 bis 1991 die JPS Norton mit Wankelmotor.
Mit einer stark reduzierten Belegschaft ist Player immer noch im Geschäft, allerdings nicht mehr als einer der „drei großen“ Arbeitgeber in Nottingham. Auch die Marke Player’s Navy Cut war bekannt. Heute werden John Player Special und John Player King Size von Imperial Tobacco (Reemtsma) hergestellt, während John Player Gold Leaf von British American Tobacco (in einigen Ländern) produziert wird.

## Weblink
- Homepage von Reemtsma (Tochter der Imperial Brands plc.)